# 이 노래
〈이 노래〉는 2008년 7월 11일에 발매된 2AM의 싱글이자 데뷔 곡이다.

## 설명
2001년 7월 1일 SBS 영재육성 프로젝트로 박진영에게 첫 오디션을 본 지 2567일. 영재로 선정되어 수많은 기대를 모았던 JYP 최장기 연습생 조권이 장장 8년에 걸친 연습시간을 마치고 임슬옹, 정진운, 이창민과 함께 2AM이란 이름으로 처음 선보이게 된 앨범. 8년간 자신을 채찍질한 조권은, 수없이 좌절하면서도 '꿈'을 향해 끊임없이 노력한 3명의 멤버와 함께 2AM의 첫 번째 싱글 앨범 '이 노래'를 준비했다. JYP의 연습생이라는 화려한 겉모습 뒤에 가려졌던 연습생들의 눈물과 땀방울이 고스란히 담긴 이번 앨범은, 아시아 최고의 작곡가 박진영(J.Y.Park 'The Asiansoul')이 프로듀싱을 맡아 '음악'에 대한 2AM의 열정과 진실된 마음을 200% 담아냈다.
2AM의 첫 번째 싱글 앨범 '이 노래'에는 박진영 작사, 작곡의 타이틀 곡인 '이 노래'를 비롯하여 '아니라기에', '어떡하죠' 등 3개의 주옥 같은 발라드 곡으로 구성되어 멤버 조권, 임슬옹, 정진운, 이창민의 뛰어난 보컬 실력을 감상할 수 있으며, 특히 타이틀곡 '이노래'는 섬세하고 절제된 멜로디와 애절한 가사가 어우러져 감성을 자극하는 한편, 호소력 있는 2AM의 보컬을 통해 오랜 연습 기간 동안의 인내와 노력을 가슴으로 느낄 수 있다.

## 곡 설명
1. 이노래 (작사:J.Y. Park "The Asiansoul" / 작곡:J.Y. Park "The Asiansoul" / 편곡:권태은)
박진영이 작사,작곡한 타이틀 곡 '이 노래'는 Dry한 사운드에 귓가에서 말해주는 듯한 verse와 감정이 고조된 hook이 극적인 대비를 이루는 모던 발라드곡으로, 스트링 구성의 가감을 통해 감정의 크기를 섬세하게 조절한 것이 특징이다. '이 노래'는 툭툭 내뱉는듯하지만 호소력 강한 보컬이 특징적이다.
2. 아니라기에 (작사:J.Y. Park "The Asiansoul"작곡:J.Y. Park "The Asiansoul" /편곡:권태은)
'아니라기에'는 피아노와 ep, 스트링 베이스, 드럼과 함께 담담하면서도 체념한듯한 느낌의 보컬톤이 어우러져 마치 누군가 앞에서 말해주는 듯한 느낌이 드는 애절한 발라드 곡이다. 절제된 듯한 감정 뒤에 슬픈 멜로디와 가사가 함께 어우러진 발라드 곡이다.
3. 어떡하죠 (작사:J.Y. Park "The Asiansoul"작곡:J.Y. Park "The Asiansoul", 홍지상 / 편곡:홍지상)
떠오르는 신예 작곡가 홍지상이 작사, 작곡 한 '어떡하죠'는 현대적인 느낌을 살린 드럼과 베이스의 groove가 돋보이는 소프트 팝 댄스곡으로, 소프트한 댄스곡 임에도 불구하고 단순하면서 쉽게 전해지는 편곡으로 구성되었다. 처음 들어도 금방 따라 부를 수 있는 중독성 있는 훅의 멜로디라인이 인상적이다. 특히 2AM의 멤버 임슬옹의 가성이 돋보이는 곡이다.
4. 이노래 (Inst.)
5. 아니라기에 (Inst.)

## 수록 곡
| #  | 제목                   | 재생 시간 |
| -- | ---------------------- | --------- |
| 1. | 〈이 노래〉            | 4:02      |
| 2. | 〈아니라기에〉         | 3:44      |
| 3. | 〈어떡하죠〉           | 3:43      |
| 4. | 〈이 노래 (Inst.)〉    | 4:02      |
| 5. | 〈아니라기에 (Inst.)〉 | 3:44      |

## 주요 음원 차트 순위
| 사이트명 | 7월 | 8월 | 9월 | 10월 |
| -------- | --- | --- | --- | ---- |
| 멜론     | 30  | 8   | 6   | 20   |
| 도시락   | 28  | 8   | 22  | 23   |
| 소리바다 | 3   | 13  | 49  |      |
| 싸이월드 | 14  | 6   | 15  | 56   |
| 뮤직온   | 25  | 15  | 20  | 29   |

## 기타
2AM의 이 노래는 실제로 음악 방송에서 1위를 거머쥐진 못했지만, 그 후 많은 가수들에게 커버된 바 있다. 작곡가인 박진영은 한 TV 인터뷰에서 가장 남주기 아까웠던 곡으로 2AM의 이 노래를 꼽았다.,
이 노래는 박진영뿐 아니라 god의 김태우, SG워너비의 이석훈, JUMPER, 스윗소로우, 동방신기의 유노윤호, 빅뱅의 대성등에 부르기도 하였다.
태진미디어의 노래방차트인 질러차트에서 4주동안 1위를 하였다.